# Nenad Grozdić
Nenad Grozdić (Servisch: Ненад Гроздић ) (Kučevo, 3 februari 1974) is een Servische profvoetballer die als middenvelder speelde.
Grozdić won met promovendus FK Obilić in het seizoen 1997/1998 het kampioenschap in de Meridian Superliga. In het seizoen 1998/1999 bereikte hij als speler van datzelfde FK Obilić het nationale elftal van Joegoslavië, waarvoor hij uiteindelijk 11 interlands zou spelen. Door zijn goede spel vertrok Grozdić in 1999 naar Vitesse voor een slordige 6.5 miljoen gulden. Hierbij werd een constructie gebruikt waarbij hij op papier over kwam van FK Zemun omdat FK Obilić banden had met de van oorlogsmisdaden verdachte Serviër Arkan. Ondanks een goed eerste seizoen van Grozdić zag de nieuwe trainer Ronald Koeman voor aanvang van het seizoen 2000/2001 geen toekomst voor de speler bij Vitesse. Grozdić verkaste voor 7.5 miljoen gulden naar de toentertijd Franse koploper RC Lens.
Na omzwervingen bij Racing Ferrol, Rad Beograd en Bursaspor kwam Grozdić in 2005 terecht in Oostenrijk, waar hij heden ten dage nog steeds actief is. In 2005/2006 speelde Grozdić voor de Erste Liga-club SC-ESV Parndorf 1919, het seizoen daarop voor ASK Schwadorf, eveneens in de Erste Liga. Daarna was hij kortstondig speler-coach van SV Lackenbach waar hij in november 2010 ontslagen werd. Hierna ketste een overgang naar ASV Baden af net als een terugkeer als speler bij Lackenbach.
Hij was ook kort speler-trainer bij SC Süssenbrunn en keerde in 2013 terug naar Servië waar hij zijn trainersdiploma behaalde en FK Timok ging trainen. In 2015 trainde hij FK Timočanin, in 2017 Sloga 33, in 2020 FK Jošanica en in 2022 OFK Beograd.

## Statistieken
| seizoen | club                  | competitie                        | wed. | goals |
| ------- | --------------------- | --------------------------------- | ---- | ----- |
| 1992/93 | FK Majdanpek          |                                   | ?    | ?     |
| 1993/94 | FK Zvižd Kučevo       | 4e liga                           | ?    | ?     |
| 1994/95 | FK Rudar Kostolac     | Druga Liga Zapad                  | ?    | ?     |
| 1995/96 | FK Obilić             | Prva Liga                         | 16   | 0     |
| 1996/97 | FK Obilić             | Prva Liga                         | 28   | 4     |
| 1997/98 | FK Obilić             | Meridian Superliga                | 29   | 4     |
| 1998/99 | FK Obilić             | Meridian Superliga                | 23   | 7     |
| 1999    | FK Zemun              | Meridian Superliga                | 0    | 0     |
| 1999/00 | Vitesse               | Eredivisie                        | 29   | 1     |
| 2000/01 | RC Lens               | Ligue 1                           | 10   | 0     |
|         | RC Lens B             | Championnat de France Amateurs    | 19   | 1     |
| 2001/02 | RC Lens B             | Championnat de France Amateurs    | 5    | 1     |
|         | Racing Ferrol         | Segunda División B                | 22   | 2     |
| 2002/03 | Rad Beograd           | Prva Liga                         | 29   | 0     |
| 2003/04 | Bursaspor             | Süper Lig                         | 15   | 0     |
| 2004/05 | Bursaspor             | Türkiye Futbol Federasyonu 1. Lig | 3    | 1     |
| 2005/06 | Bursaspor             | Türkiye Futbol Federasyonu 1. Lig | 0    | 0     |
|         | SC-ESV Parndorf 1919  | Regionalliga Ost                  | 0    | 0     |
| 2006/07 | SC-ESV Parndorf 1919  | Erste Liga                        | 11   | 0     |
|         | ASK Schwadorf         | Regionalliga Ost                  | 0    | 0     |
| 2007/08 | ASK Schwadorf         | Erste Liga                        | 13   | 2     |
| 2008/09 | FC Superfund Pasching | Radio OÖ-Liga                     | 0    | 0     |
| 2010    | ASK Schwadorf         |                                   |      |       |
| 2010/11 | SV Lackenbach         | 2. Liga Mitte                     |      |       |
| 2011/12 | SC Süssenbrunn        |                                   |      |       |